# Кості Меріляйнен
Кості Меріляйнен (фін. Kosti Meriläinen; 15 жовтня 1886, Куркійокі, Фінляндія — 11 січня 1938, невідоме місце смерті) — фінський художник, графік, карикатурист.

## Життєпис
Навчався в школі малювання Фінської асоціації мистецтв і на вечірніх курсах у Центрі промислових мистецтв. Стажувався в Данії, Італії та Австрії.
Автор пейзажів, портретист, спеціалізувався в царині графічного мистецтва, особливо офорту. Створив близько 200 графічних творів.
Учасник багатьох виставок. Член «Листопадової групи», що об'єднувала художників модерністів 1920-х. Професійно працював ілюстратором і карикатуристом в газетах і журнал Фінляндії (Kurikka).